# Lockhausen (Bad Salzuflen)
Lockhausen ist ein Ortsteil der Stadt Bad Salzuflen im nordrhein-westfälischen Kreis Lippe in Deutschland.

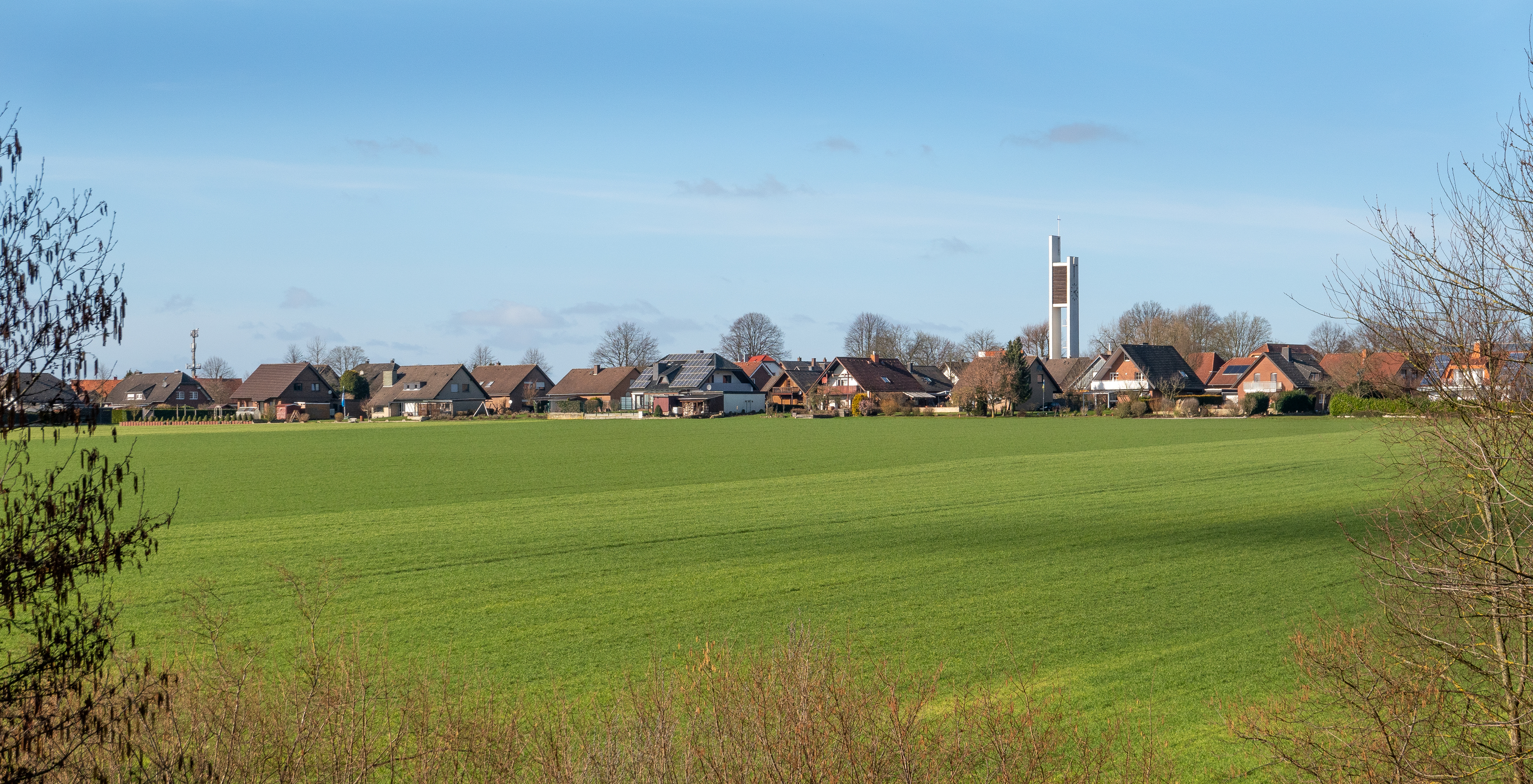
Lockhausen, Ansicht von Süden

## Lage
Lockhausen liegt südwestlich, etwa vier Kilometer außerhalb des Salzufler Stadtzentrums. Es grenzt im Nordosten an den Ortsteil Biemsen-Ahmsen, im Osten an den Ortsteil Werl-Aspe und südwestlich an den Ortsteil Wülfer-Bexten. Im Süden grenzt die Gemeinde Leopoldshöhe an Lockhausen. Im Westen bilden die Städte Bielefeld und Herford die Ortsgrenze, die hier gleichzeitig die Salzufler Stadt- und die lippische Kreisgrenze bildet.

Zu Lockhausen gehören das Dorf Lockhausen, die Weiler Büxten, Kusenbaum, Steinheide und Uebbentrup, die Wohngebiete „Grenzweg“, „Kriegerheide“, „Sepp“ und „Speckenbach“ sowie das „Gut Vinnen“.

## Geschichte
Lockhausen wurde erstmals 1158 als Lochusin schriftlich erwähnt.

### Einwohnerentwicklung
| Jahr      | 1609 | 1769 | 1807 | 1821 | 1835 | 1861 | 1828 | 1871 | 1885 | 1910 | 1925 | 1939 | 1946 | 1950 | 1960 | 1962 | 1967 | 1968 |
| Einwohner | 0224 | 0340 | 0632 | 0447 | 0938 | 0914 | 0917 | 0793 | 1006 | 1075 | 1223 | 1382 | 1763 | 1814 | 1990 | 2083 | 2612 | 2747 |

Anmerkung: Zahlen von 1609 und 1769 aus Volkszählungen.

### Name

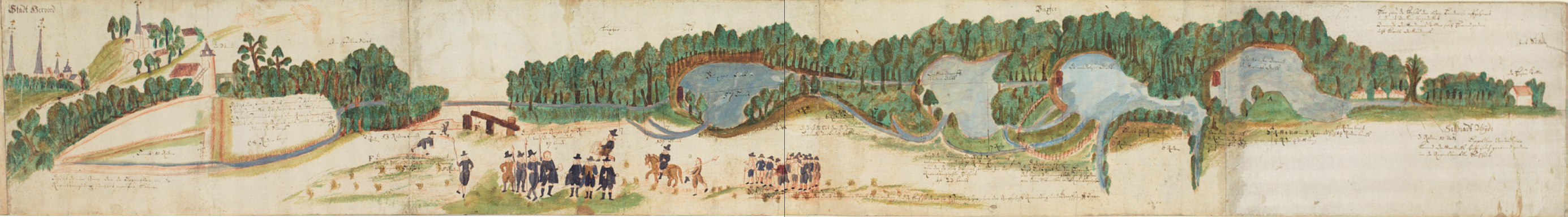
1600: Grenzziehung zwischen der Grafschaft Ravensberg und dem Fürstentum Lippe beim Büxter Teich.
Die Grenzbegehung zeigt von links nach rechts in Nord-Süd-Richtung Landmesser mit Maßketten, den Zeichner mit seinen Utensilien, bewaffnete, zum Teil berittene Herforder Ratsherren mit Schriftstücken, fünf Spießträger als Schutzwachen und rechts davon – in respektvoller Entfernung – eine Reihe ortskundiger Bauern, die über den Grenzverlauf befragt werden sollten. Für die Landesgrenze, die Lippe (Amt Schötmar) im Osten (oben) von Ravensberg im Westen (unten) trennt, steht der abschließbare Schlagbaum auf ravensbergischer Hoheit. Ebenso erstreckt sich in einer gewissen Länge ein neu ausgehobener Grenzgraben.

Folgende Schreibweisen sind historisch belegt: Lochusin (1158), Lachusun (Ende des 12. Jahrhunderts), Lachuson (Anfang des 13. Jahrhunderts), Lochusen (1221; 1285), Loechuzen (1397), Lockhusen (1467 im Landschatzregister), Loyckhusen (1483), Loickhusen (1488), Lauchusen (1497 im Landschatzregister), Lockhusen (1505), Luckhusen/Lokhusen (beide 1590 im Landschatzregister), Loickhausen (1617 im Salbuch), Lockhaußen (1618 im Landschatzregister), Lockhausen (1729) und Lookhausen (1805).
Die Bedeutung des Namens lässt sich aus dem niederdeutschen bestimmen: loch (loh, lo) = Lock = „Wald“ sowie husin = hausen = Ansiedlung. Damit bedeutet „Lockhausen“ = Siedlung am/im Wald. Solche hausen-Siedlungen – in der Nähe auch Brönninghausen, Holzhausen und Pottenhausen – sind wohl in der altsächsischen Zeit zwischen 500 und 800 nach Christus entstanden.

## Politik
Ortsausschussvorsitzender ist das Stadtratsmitglied André Schielmann (CDU), sein Stellvertreter ist Stadtratsmitglied Michael Meier (SPD).
- Siehe auch: Ehemalige Bürgermeister und Gemeindevorsteher von Lockhausen

### Wahlergebnisse
Reichstagswahlen (Stimmen)
| Partei                                                 | 06.06. 1920 | 07.12. 1924 | 20.05. 1928 | 14.09. 1930 | 31.07. 1932 | 06.11. 1932 | 05.03. 1933 |
| Sozialdemokratische Partei Deutschlands (SPD)          | 219         | 185         | 245         | 221         | 208         | 185         | 204         |
| Deutschnationale Volkspartei (DNVP)                    | 136         | 238         | 180         | 039         | 035         | 025         | 029         |
| Deutsche Volkspartei (DVP)                             | 062         | 024         | 008         | 005         | 005         | 003         | 003         |
| Kommunistische Partei Deutschlands (KPD)               | 0–          | 013         | 004         | 010         | 055         | 073         | 0–          |
| Nationalsozialistische Deutsche Arbeiterpartei (NSDAP) | 0–          | 0–          | 019         | 226         | 243         | 323         | 410         |
| Zentrumspartei (Z)                                     | 004         | 007         | 007         | 005         | 006         | 005         | 005         |
| Sonstige Parteien                                      |             |             |             |             | 00–         | 016         | 010         |

Kreistags- [K] und Gemeindewahlen [G] (Stimmen / Prozent)
| Partei                                             | G 15.09. 1946 | G 17.10. 1948 | G 09.11. 1952 | K 09.11. 1952 | G 29.10. 1956 | K 29.10. 1956 | G 19.03. 1961 | K 19.03. 1961 | G 27.09. 1964 | K 27.09. 1964 | G 23.03. 1969 | K 23.03. 1969 |
| Sozialdemokratische Partei Deutschlands (SPD)      | 2833 / 61     | 560 / 68      | 492 / 61      | 595 / 63      | 4125 / 77     | 765 / 74      | 2428 / 74     | 906 / 73      | 2699 / 75     | 996 / 76      | 1071 / 79     | 961 / 71      |
| Christlich Demokratische Union Deutschlands (CDU)  | – / –         | 274 / 33      | 129 / 16      | 162 / 17      | 1217 / 23     | 155 / 15      | 863 / 26      | 193 / 16      | 556 / 15      | 187 / 14      | 187 / 14      | 318 / 24      |
| Freie Demokratische Partei (FDP)                   | – / –         | – / –         | – / –         | 51 / 6        | – / –         | 96 / 9        | – / –         | 123 / 10      | 344 / 10      | 134 / 10      | 99 / 7        | 40 / 3        |
| Bund der Heimatvertriebenen und Entrechteten (BHE) |               |               | 188 / 23      | 119 / 13      | – / –         | – / –         | – / –         | 13 / 1        |               |               |               |               |
| Sonstige Parteien                                  | 1776 / 38     | – / –         | – / –         | 12 / 1        | – / –         | 17 / 2        | – / –         | – / –         | – / –         | – / –         | – / –         | – / –         |

## Kultur und Sehenswürdigkeiten

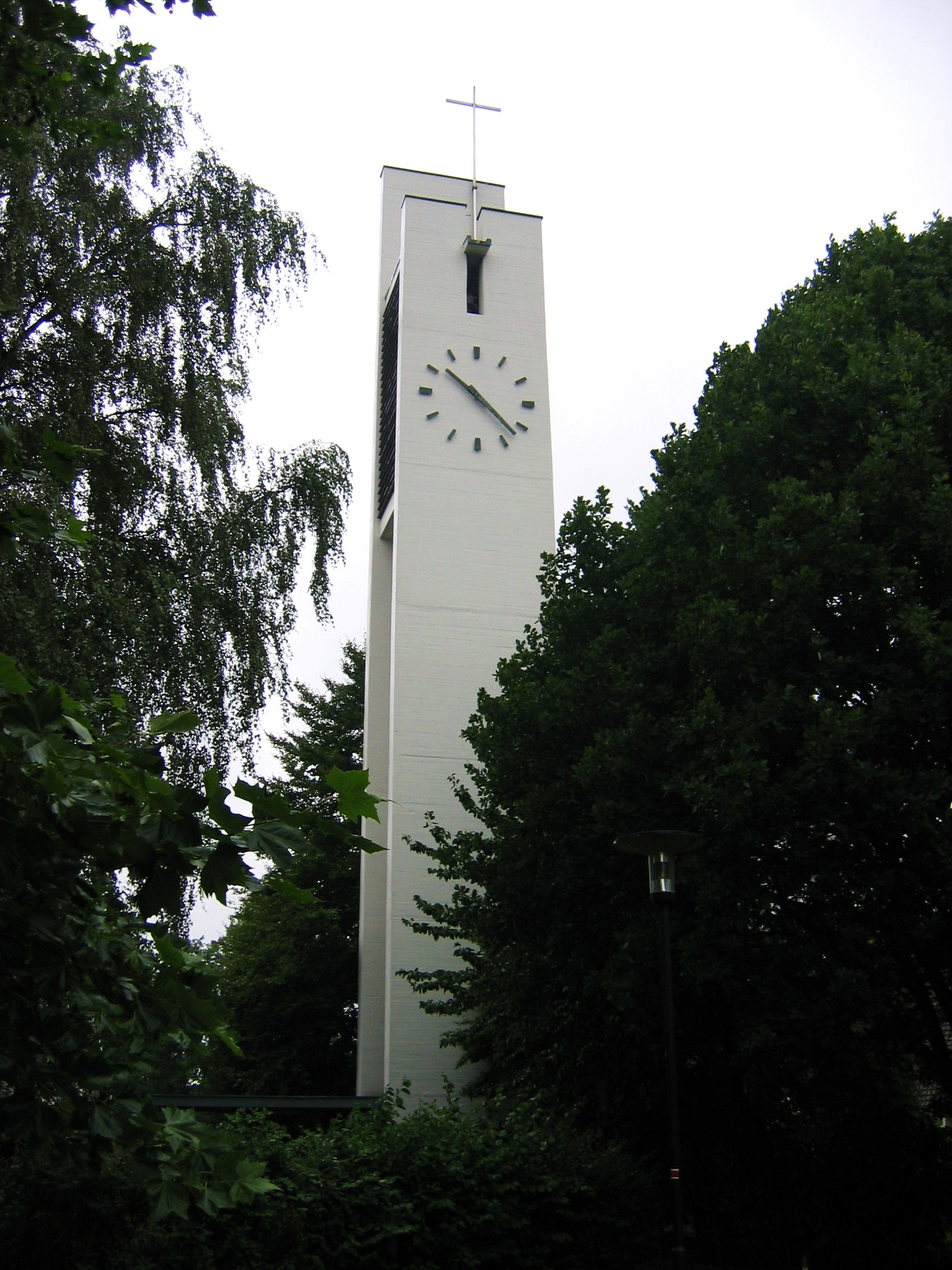
Ev. Christuskirche zu Lockhausen

### Baudenkmäler
Folgende Bauwerke in Lockhausen sind in der Denkmalliste der Stadt Bad Salzuflen eingetragen; Grundlage für die Aufnahme war das Denkmalschutzgesetz Nordrhein-Westfalen (DSchG NRW):
- Haus, Ahmser Straße 13 (Denkmalnummer: 139 / Aufnahme: 1990 / )
- Haus, Westervinnen 1 (194 / 1993 / )

### Sport
Größter Sportverein in Lockhausen ist der TuS Lockhausen. Den Mitgliedern werden auf Rasen- und Ascheplatz mit Flutlichteinrichtung, drei Aschetennisplätzen und in der Turnhalle Fußball, Turnen, Jazz Dance, Fitness, Tennis und Reha-Sport angeboten.

## Schule und Kirche
Im Zentrum liegt die Grundschule Lockhausen mit aktuell 13 Lehrkräften, nebenan ist der Kindergarten.
Die Evangelische Kirche befindet sich auch im Zentrum Lockhausens. Sie ist die einzige Kirche Lockhausens und ist eine Gemeinschaft aus den Dörfern Lockhausen und Biemsen-Ahmsen.

## Verkehr
Das Dorf Lockhausen ist über die Kreisstraße 5 an Biemsen-Ahmsen im Norden und Leopoldshöhe im Süden angebunden. Die Schötmarsche Straße/Kreisstraße 4 führt nach Osten über die Kriegerheide und Aspe zur Bundesstraße 239 und weiter nach Schötmar und Bad Salzuflen. Über die Elverdisser Straße/Kreisstraße 4, die nördlich des Dorfes nach Westen abgeht, ist Bielefeld-Heepen erreichbar.
Der öffentliche Personennahverkehr wird in Lockhausen über Busse realisiert; es gibt keine Schieneninfrastruktur. Das Dorf Lockhausen, die nördlich davon gelegene Siedlung Sepp sowie die Kriegerheide sind über die Linien 961 und 962 in Richtung Nord und Ost an Bad Salzuflen-Knetterheide, Bad Salzuflen-Werl, Bad Salzuflen-Schötmar und Herford angebunden. Die südlich der Ostwestfalenstraße liegenden Siedlungen Kusenbaum und Uebbentrup sind über die Linie 349, 350 und 351 in Richtung West, Süd und Ost an Bad Salzuflen, Leopoldshöhe, Bielefeld und Oerlinghausen angebunden. 
Am westlichen Rand des Ortsteilsgebiets verläuft die Bundesautobahn 2. Am südlichen Ende dieses Abschnitts findet sich die Anschlussstelle 28 Ostwestfalen/Lippe, die dort auf die Ostwestfalenstraße/L712n trifft. Die Ostwestfalenstraße durchschneidet den Ortsteil kreuzungslos zentral in West-Ost-Richtung.

## Schutzgebiete
In Lockhausen sind die Landschaftsschutzgebiete „Siekbach“, „Siekwiese“ und „Siek am Tunnelweg“ ausgewiesen.

## Persönlichkeiten

### Söhne und Töchter des Ortes
- Johann Willibald Koring (1800–1849), lippischer Vollmeier und Memoirenschreiber[11][12]
- Wilhelm Büxten (1810–1892), Gutsbesitzer, lippischer Landtagsabgeordneter und Mitglied des Deutschen Reichstags
- Arnold Schönhage (* 1934), Mathematiker, Informatiker und Hochschullehrer in Bonn

### Persönlichkeiten, die vor Ort gewirkt haben
- Heinrich Hanke (1906–1968), Lehrer, Konrektor und lippischer Heimat- und Mundartdichter
- Heinrich Welslau (1918–1991), lippischer Politiker (SPD), Betriebsratsvorsitzender (IG Holz) und Ratsmitglied der Gemeinde Lockhausen
- Hans Joachim Tornau (1923–2014), lippischer Landwirt, Politiker (FDP), Landtagsabgeordneter (NRW) und Ratsmitglied der Gemeinde Lockhausen
- Heinz Schön (1926–2013), Gustloff-Archivar, Theaterleiter und Sachbuchautor, lebte von 1953 bis zu seinem Tode in Lockhausen